# Prefettura apostolica di Lixian
La prefettura apostolica di Lixian (in latino: Praefectura Apostolica Lichovensis) è una sede della Chiesa cattolica in Cina. Nel 1950 contava 6.163 battezzati su 2.000.000 di abitanti. La sede è vacante.

## Territorio
La prefettura apostolica comprende parte della provincia cinese di Hunan.
Sede prefettizia è la città di Lixian.

## Storia
La prefettura apostolica di Lizhou (Lixian o Lichow) è stata eretta il 6 maggio 1931 con il breve Cum anno quintodecimo di papa Pio XI, ricavandone il territorio dal vicariato apostolico di Changteh (oggi diocesi di Changde).
Per questa sede non sono più noti vescovi dopo l'avvento al potere del Partito Comunista Cinese, fino al ristabilimento dei culti agli inizi degli anni ottanta, quando venne consacrato Anthony Wang Zicheng.
Successivamente alla riformulazione delle circoscrizioni ecclesiastiche ad opera dell'Associazione patriottica cattolica cinese, l'antica prefettura apostolica, assieme a tutte le sedi cattoliche dello Hunan, sono state accorpate a formare la "diocesi di Hunan" con sede a Changsha.

## Cronotassi dei vescovi
Si omettono i periodi di sede vacante non superiori ai 2 anni o non storicamente accertati.
- Hipólito Martínez y Martínez, O.S.A. † (16 gennaio 1932 - 3 dicembre 1962 deceduto)
  - Sede vacante
  - Anthony Wang Zicheng † (8 dicembre 1987 consacrato - 16 aprile o 24 maggio 1995 deceduto)

## Statistiche
La prefettura apostolica nel 1950 su una popolazione di 2.000.000 di persone contava 6.163 battezzati, corrispondenti allo 0,3% del totale.
| anno | popolazione | popolazione | popolazione | presbiteri | presbiteri | presbiteri | presbiteri                | diaconi | religiosi | religiosi | parrocchie |
| anno | battezzati  | totale      | %           | numero     | secolari   | regolari   | battezzati per presbitero | diaconi | uomini    | donne     | parrocchie |
| ---- | ----------- | ----------- | ----------- | ---------- | ---------- | ---------- | ------------------------- | ------- | --------- | --------- | ---------- |
| 1950 | 6.163       | 2.000.000   | 0,3         | 14         | 5          | 9          | 440                       |         |           | 6         | 8          |